# Nevenka Gorjanc
Nevenka Gorjanc, slovenska slikarka, ki slika z usti, * 24. oktober 1949, Ljubljana.

Nevenka Gorjanc ima že od rojstva spinalno mišično atrofijo. Leta 1980 je začela slikati z usti. Najraje slika motive živali z oljnimi barvami. S 1. septembrom 2011 je postala štipendist VDMFK.